# Ачкасова Валентина Никифорівна
Валентина Никифорівна Ачкасова (12 січня 1928, Київ — 27 березня 2015, Київ) — директор Національного заповідника «Софія Київська» з 1967 по 2000 рр., Заслужений працівник культури України. Вчений секретар Комісії при Президентові України з питань відтворення видатних пам'яток історії та культури.

## Життєпис
Валентина Ачкасова була за освітою інженером-архітектором. За період її керівництва було відселено понад 20 сторонніх організацій, які на той час розміщувалися в пам'ятках Заповідника. Ачкасова ініціювала та здійснювала від Заповідника керівництво масштабними ремонтно-реставраційними роботами з пристосуванням та музеєфікацією пам'яток, які дістали високу оцінку міжнародної спільноти. У 1990 р. Софійський собор з комплексом монастирських споруд XVIII ст. було включено до Списку всесвітньої спадщини ЮНЕСКО. А в 1994 р. Заповідник отримав статус Національного закладу культури. Валентина Никифорівна до кінця життя підтримувала зв'язок із Заповідником, відвідувала урочисті заходи з нагоди святкування ювілейних дат заснування Заповідника, завжди цікавилася культурними подіями в музеї, новинами в житті колективу.
В середині 80-их років, Валентина Ачкасова перша з жінок України, була внесена до всесвітньо відомого англійського довідника — «Хто є хто». А вже у 1987 році, визнавши її великий внесок до світової культурної спадщини, Міжнародне журі Гамбурзького фонду нагородило Софійський музей Європейською золотою медаллю за збереження пам'яток.
Померла 27 березня 2015 року в Києві, похована Байковому кладовищі, поряд з своїми батьками.

## Автор праць
- Софійський заповідник у Києві: фотопутівник / В. Н. Ачкасова, І. Ф. Тоцька. — Київ: Мистецтво, 1987. — 223 с. : ил.; 11х17 см.[5]